# Mont-Bernanchon
Mont-Bernanchon là một xã trong tỉnh Pas-de-Calais, vùng Hauts-de-France, Pháp.
Mont-Bernanchon có cự ly khoảng 5 dặm (8,0 km) về phía bắc Béthune và 27 dặm (43,5 km) về phía tây Lille, tại giao lộ của D937 và D184.

## Dân số
| 1962                                                              | 1968 | 1975 | 1982 | 1990 | 1999 | 2006 |
| ----------------------------------------------------------------- | ---- | ---- | ---- | ---- | ---- | ---- |
| 908                                                               | 861  | 872  | 972  | 1262 | 1170 | 1366 |
| Số liệu điều tra dân số tính từ năm 1962, dân số chỉ tính một lần |      |      |      |      |      |      |

## Địa điểm tham quan
- Nhà thờ St.Nicaise, thế kỷ 17.